# Кућа народног хероја Миодрага Миловановића
Кућа народног хероја Миодрага Миловановића је грађевина која је саграђена током Другог светског рата. С обзиром да представља значајну историјску грађевину, проглашена је непокретним културним добром Републике Србије. Налази се у Доброду, под заштитом је Завода за заштиту споменика културе Краљево.

## Историја
Кућа у којој се родио народни херој Миодраг Миловановић Луне је саграђена око 1900. као полубрвнара, са собом од чатме и кућом од масивних талпи. Позиционирана је на косом терену са подрумом испод собе зиданим грубо обрађеним каменом. Четвороводни кров са дубоким стрехама је покривен ћерамидом. У кући су сачувани делови аутентичног ентеријера. Поред етнографске вредности кућа Миловановића има изузетан историјски значај јер је из ње потекао један од најзначајнијих бораца Другог светског рата ужичког краја. Са двадесет и три године, колико је имао када је смртно рањен код Злакусе 27. априла 1944, због својих идеја и дела је добио чин мајора. У централни регистар је уписана 28. јуна 1983. под бројем СК 481, а у регистар Завода за заштиту споменика културе Краљево 13. јуна 1983. под бројем СК 56.